# Miecz w kamieniu
Miecz w kamieniu (ang. The Sword in the Stone) – animowany film produkcji Walta Disneya z 1963 roku na powieści T.H. White’a pt. Miecz dla Króla.
Premiera filmu w Polsce w kinach miała miejsce w grudniu 1969 roku w pierwszej wersji dubbingu. Drugi dubbing wydany na kasetach VHS przez firmę Imperial Entertainment 19 maja 1999 roku. Film w drugiej wersji dubbingu wydany na DVD i Blu-Ray z dystrybutorami Imperial CinePix, CD Projekt i Galapagos Films.

## Fabuła
Umiera król średniowiecznej Anglii Uther, a jego następcą zostanie ten, kto wyciągnie złoty miecz uwięziony w wielkim kamieniu. Jednak nikt nie jest w stanie go wyciągnąć, a w wyniku wojny domowej przepowiednia o mieczu zostaje zapomniana.
Młody sierota, Artur, nazywany też „Pryszczem”, służy na dworze możnego sir Ectora. Podczas polowania wraz z synem Ectora, Kayem zostaje wysłany po strzałę w ciemnym lasku. Tam trafia do chaty czarodzieja Merlina i jego mówiącej sowy Archimedesa. Merlin zdolny m.in. podróżować w czasie miał wizję, że Artur będzie kimś ważnym i decyduje zostać jego korepetytorem. Wraca z nim do zamku Ectora.
Ector nie bierze na poważnie Merlina, dopóki ten nie pokazuje swej magii. Ector onieśmielony tym, pozwala zostać mu na dworze, jednak spławia go umieszczając go w rozwalającej się wieży. Do zamku przybywa przyjaciel Ectora, sir Pelinore i informuje go, że ten kto wygra noworoczny turniej rycerski organizowany w Londynie, zostanie królem Anglii. Podniecony Ector trenuje Kaya do turnieju, choć skutki są na razie mizerne. Obiecuje także Arturowi bycie giermkiem Kaya.
Merlin także rozpoczyna naukę Artura jak być dobrym i sprawiedliwym. Pierwsza lekcja dotyczy fizyki i Merlin z Arturem zmieniają się w ryby. Nauka idzie dobrze, do momentu ataku szczupaka. W porę ratuje go Archimedes. Artur tłumaczy się, czemu nie był obecny przy pomocy treningu Kaya, jednak Ector nie daje temu wiary i za karę odsyła go do sprzątania kuchni. Merlin używa zaklęć, by wyręczyć Artura i w tym samym czasie nauczyć go grawitacji. Tym razem zmieniają się w wiewiórki. Komplikacji sprzysparzają im zakochane w nich samice wiewiórek.
Kucharka wpada w panikę na widok magii w kuchni. Ector niesłusznie oskarża Merlina o stosowanie czarnej magii, lecz broni go Artur. W wyniku kłótni Ector mianuje kogoś innego giermkiem Kaya. Później Merlin czując się winny zamieszania postanawia podnieść Artura i uczy go o przyszłości, w tym o latających maszynach. Zirytowany Archimedes mówi mu, że tylko zmąci to Artura a Merlin każe mu być nauczycielem. Siedzący na głowie Artura Archimedes uczy alfabetu, a następnie latania. Artur pod postacią wróbla jest ścigany przez jastrzębia i trafia do chaty wiedźmy Mim pałającej się czarną magią. Merlin jest wrogiem Mim i w samą porę ratuje Artura. Mim wobec tego wyzywa na pojedynek magów. Mimo oszukiwania przez Mim, Merlinowi udaje się wygrać pojedynek poprzez zmianę w mikroba i zarażenie Mim chorobą, którą musi ona odleżeć. Artur uczy się w ten sposób, że wiedza wygra z siłą.
Podczas Wigilii Ector i Pelinore świętują pasowanie na rycerza Kaya. Giermek, który miał partnerować Kayowi choruje, więc Ector z powrotem mianuje Artura giermkiem. Ten chce powiedzieć o tym Merlinowi, który nie przyjmuje się tego dobrze do wiadomości. Coraz bardziej tracący cierpliwość zarzuca Arturowi brak ambicji i żeby opanować swoje emocje tymczasowo odlatuje na Bermudy. W trakcie turnieju rycerskiego, Artur nagle przypomina sobie, że zostawił miecz Kaya w oberży. Panikuje tym bardziej, iż oberża jest zamknięta. Mimo ostrzeżeń Archimedesa wyciąga z kowadła miecz za kaplicą i wręcza go Kayowi. Wszyscy są w szoku, rozpoznając miecz przeznaczony następcy tronu angielskiego. Chcąc rozwiać wątpliwości Ector zaprowadza z tłumem chłopca do miejsca uwięzienia miecza,  wsadza z powrotem w kowadło, którego nikt nie jest w stanie wyciągnąć. Artur ponownie wyciąga miecz, dzięki czemu obejmuje tron Anglii.
Artur nie jest przekonany do swej nowej roli. Nagle niespodziewanie Merlin wraca z XX-wiecznych Bermudów i mówi Arturowi, że za tysiąc lat stanie się on legendą i ludzie nakręcą o nim film, lecz nierozumiejący Artur pyta Merlina czym jest film. Wówczas Merlin wyjaśnia, że film jest telewizją bez reklam.

## Obsada głosowa
- Rickie Sorensen – Artur / Pryszcz
- Robert Reitherman – Artur / Pryszcz
- Richard Reitherman – Artur / Pryszcz
- Karl Swenson – Merlin
- Junius Matthews – Archimedes
- Martha Wentworth –
  - Wiedźma Mim,
  - stara wiewiórka
- Sebastian Cabot –
  - Sir Ector,
  - Narrator
- Norman Alden – Sir Kay
- Alan Napier – Sir Pelinore
- Barbara Jo Allen – pomywaczka
- Thurl Ravenscroft – Sir Bart
- Ginny Tyler – młoda wiewiórka
- James MacDonald – wilk
- Fred Darian – minstrel

Źródło: 

## Wersja polska

### Pierwsza wersja dubbingu (1969)
Wersja polska: Studio Opracowań Filmów w Łodzi

Reżyseria: Mirosław Bartoszek

Udział wzięli:
- Adam Lewicki – Artur / Pryszcz
- Stanisław Milski – Merlin
- Irena Burawska – Minerwa[b]
- Lena Wilczyńska – Madame Mim
- Aleksander Fogiel – Sir Ector
- Jan Tesarz – Sir Kay
- Sławomir Misiurewicz – Sir Pelinore
- Maria Białobrzeska – pomywaczka

Źródło:

### Druga wersja dubbingu (1999)
Wersja polska: Studio Sonica

Reżyseria: Krzysztof Kołbasiuk

Tłumaczenie i dialogi polskie: Barbara Robaczewska

Kierownictwo muzyczne: Marek Klimczuk

Teksty piosenek: Marek Robaczewski

Dźwięk i montaż: Monika Jabłkowska

Organizacja produkcji: Elżbieta Kręciejewska, Beata Aleksandra Kawka

Opieka artystyczna: Michał Wojnarowski

Produkcja polskiej wersji językowej: Disney Character Voices International, Inc.

W wersji polskiej wystąpili:
- Jakub Truszczyński – Artur / Pryszcz
- Wiesław Michnikowski – Merlin
- Ryszard Nawrocki – Archimedes
- Mirosława Krajewska – Wiedźma Mim
- Sylwester Maciejewski – Sir Hektor
- Filip Borowski – Sir Kay
- Łukasz Nowicki – Sir Pelinore
- Mirosława Niemczyk – pomywaczka
- Jerzy Dominik – Sir Bart

W pozostałych rolach:
- Dariusz Dobkowski
- Roman Szafrański
- Anna Apostolakis
- Mikołaj Müller

i inni
Piosenki śpiewali:
- „Pieśń Minstrela” – Jacek Wójcicki
- „Higitus Figitus Zumba Ka Zing” – Wiesław Michnikowski
- „Hockety” – Wiesław Michnikowski
- „Kręci się nasz stary świat” – Wiesław Michnikowski, Jakub Truszczyński
- „Kręci się nasz stary świat (repryza)” – Jakub Truszczyński
- „Niepoważny stan” – Wiesław Michnikowski
- „Wiedźma Mim” – Mirosława Krajewska
- „Chór zamkowy” – Sylwester Maciejewski, Dariusz Dobkowski, Roman Szafrański
- „Niech żyje król” – Anna Mikołajczyk, Ewa Turzyńska, Borys Somerschaf, Tomasz Hynek

## Premiera
Miecz w kamieniu miał oficjalną premierę w Londynie 12 grudnia 1963 roku. Do kin wszedł 18 grudnia w Wielkiej Brytanii podwójnym pokazie z Mścicielem w masce i 25 grudnia w Stanach Zjednoczonych w podwójnym pokazie  z 200 mil do domu. Został ponownie wprowadzony do kin 22 grudnia 1972 roku, a następnie 25 marca 1983 roku wraz z krótkometrażowym Kubusiem Puchatkiem i Dniem Kłapouchego.
Film ukazał się w Polsce w grudniu 1969 roku pt. Miecz dla króla i był dystrybuowany wraz francuską animacją Burza produkcji Japiri Films z 1965 roku. Był to ostatni film animowany Walt Disney Productions wyświetlany w Polsce w okresie PRL. Decyzję o opuszczeniu Polski podjęto z powodu polskiego dystrybutora który nielegalnie dostarczał do ambasady rosyjskiej w Warszawie kopie filmów Disneya, stamtąd trafiały one pocztą dyplomatyczną do Moskwy i były rozpowszechniane w setkach kopii filmowych w całym ZSRR.